# NGC 2892
NGC 2892 is een elliptisch sterrenstelsel in het sterrenbeeld Grote Beer. Het hemelobject werd op 11 mei 1885 ontdekt door de Amerikaanse astronoom Lewis A. Swift.

## HD 81787
Gezien vanaf de aarde bevindt het stelsel NGC 2892 zich net ten westzuidwesten van de ster HD 81787 (magnitude +7). Amateurastronomen kunnen HD 81787 aanwenden als gidsster om op zoek te gaan naar het stelsel NGC 2892.

## Synoniemen
- UGC 5073
- MCG 11-12-15
- ZWG 312.15
- PGC 27111